# مصطفی بن بولعید
مصطفی بن بولعید (۵ فوریه ۱۹۱۷–۲۲ مارس ۱۹۵۶) یک رهبر انقلابی الجزایر بود.

## زندگی‌نامه

### جنگ جهانی دوم
بن بولعید در استان آریس، باتنه، الجزایر متولد شد. در سال ۱۹۳۹، او تحت شرایط خدمت نظامی اجباری قرار گرفت و برای جنگ در طول جنگ جهانی دوم برای متحدان آماده مبارزه شد. در سال ۱۹۴۴، در طول مبارزات ایتالیایی، بن بولعید شجاعت خود را نشان داد و او مدال نظامی و (Croix de guerre) را کسب کرد. او به زادگاهش بازگشت و به حزب مردم الجزایر (PPA) پیوست.

### شکل انقلابی
بن بولعید یک شخص مهم سیاسی و نظامی در سازمان ویژه (os) بود. با استفاده از منابع مالی خود سلاح خریداری کرد و به توسط مقامات فرانسوی و توزیع سلاح از ستیزه‌جویان حمایت کرد. بن بولعید، انتخابات مجلس الجزایر در سال ۱۹۴۸ را به شدت محکوم کرد که مقامات فرانسوی در اعلام نتایج دروغ گفته‌اند. او عضو کمیته انقلابی وحدت و اقدام بود. از ۲۲ تا ۲۵ ژوئن ۱۹۵۴، او یک جلسه مهم برگزار کرد که هدف آن متحد کردن نیروهای انقلابی بود. او عضو کمیته شش (رهبران شورشی) شد. در طول جنگ الجزایر بن بوالعید مسئول منطقه ایورز الجزایر بود. او نیروهای مسلح فرانسوی را به خود مشغول کرده و از تلفات سنگین رنج می‌برد. در سال ۱۹۵۵ او برای خرید اسلحه به لیبی رفت. او در نبرد elblah IFRI و نبرد Ahmar Khaddou در نزدیکی باتنه شرکت کرد.

### دستگیری و فرار
در ۱۱ فوریه ۱۹۵۵، بن بولعید در تونس دستگیر شد. بن بولعید در زندان مرکزی "Coudiat Aty" بود و در قسطنطنیه زندانی شد و به اعدام محکوم شد. در نوامبر ۱۹۵۵ به کمک یک نگهبان زندان، همراه با دیگر زندانیان فرار کرد.

### مرگ
در تاریخ ۲۲ مارس ۱۹۵۶، بن بولعید در اثر انفجار یک بمب رادیویی فرمانروای فرانسوی به همراه یک دوست، عبدالحمید امرانی، درگذشت.

## نگارخانه

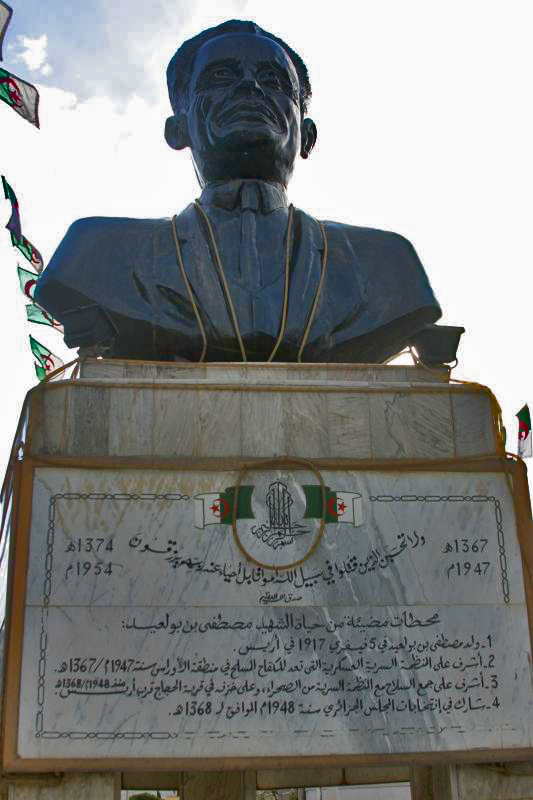
مجسمه مصطفی بوالعید در آریس
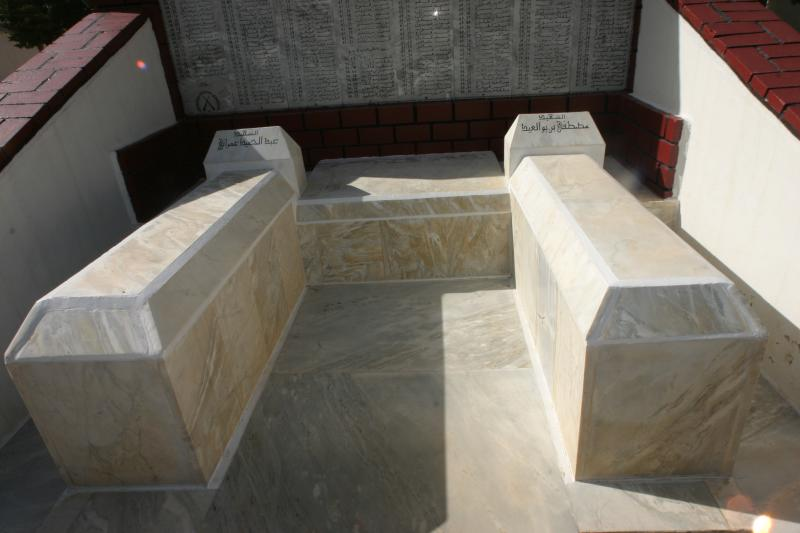
آرامگاه بوالعید (راست) و دوست او امرانی (چپ)
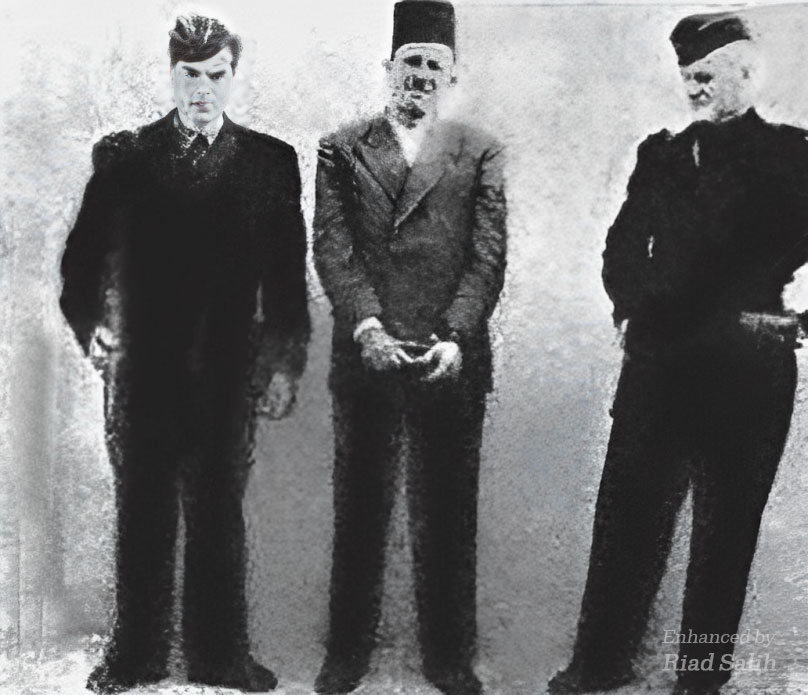
عکس پس از دستگیری او در تونس(۱۱ فوریه ۱۹۵۵)